# Annélation de Danheiser
L'annélation de Danheiser  ou annélation TMS-cyclopentène  de Danheiser est une réaction organique d'une cétone α,β-insaturatée avec un trialkylsilylallène (par exemple le trimethylsilylallène ou le triisopropylsilylallène) en présence d'un acide de Lewis pour donner un trialkylsilylcyclopentène par une annélation régiocontrollée,,,,,.
Dana l'exemple ci-dessus, la cétone est la cyclohexénone.